# Liste der Ophiolithe
Ophiolithe sind eine Abfolge ultramafischer und mafischer Magmatite. Es wird angenommen, dass sie die Äquivalente ehemaliger ozeanischer Lithosphärenbereiche (insbesondere der ozeanischen Kruste) darstellen. Ophiolithe treten zwar weltweit auf, sind aber in ihrem Vorkommen eng mit Orogenbildungen assoziiert. Zeitlich können sie rund 2 Milliarden Jahre bis ins Paläoproterozoikum zurückverfolgt werden.
In der folgenden Auflistung sind die Ophiolithe nach Kontinenten geordnet. Bildungsalter (B), Platznahme (P) und Typus (T) sind, soweit bekannt, ebenfalls angegeben.

## Afrika
- Marokko
  - Beni-Bousera-Ophiolith (bzw. Beni-Bousera-Ultramafitkomplex) – Silur, 437 Millionen Jahre (B) – Aquitanium, 22 Millionen Jahre (P) – nur Mantelgesteinsabfolge[1]
  - Bou-Azzer-Ophiolith – Neoproterozoikum, > 650 Millionen Jahre (P)[2]

## Asien
- Indonesien
  - Ost-Sulawesi-Ophiolith (Ultramafitgürtel im östlichen Sulawesi) – Aptium bis Campanium, 120 bis 80 Millionen Jahre (B) – Bartonium bis Rupelium, 40 bis 30 Millionen Jahre (P) – Mischtypus (T)[3][4]
- Iran
  - Baft-Ophiolith – Oberkreide (B) – noch vor Paläozän (P) – Mischtypus (T)[5]
  - Band-Ziarat-Ophiolith (Makran-Ophiolith) – Unterkreide (B) – Eozän (P)[6]
  - Kermanshah-Ophiolith – Maastrichtium (P) – Suprasubduktions- und Mischtypus (T)[7]
  - Mashad-Fariman-Ophiolith Unterperm, Kungurium (B) – Obertrias, Norium (P)[8]
  - Naien-Ophiolith – Albium, 101 bis 99 Millionen Jahre (B) – Suprasubduktions- bzw. Mischtypus (T)
  - Neyriz-Ophiolith (Zagros-Ophiolith) – Cenomanium, 98 – 96 Millionen Jahre (B) – Coniacium, 89 Millionen Jahre (P) – Suprasubduktionstypus (T)[9]
  - Shahr-Babak-Ophiolith – bevor Paläozän (P) – Mischtypus (T)[10]
- Japan
  - Horokanai-Ophiolith
  - Poroshiri-Ophiolith
  - Yakuno-Ophiolith
- Oman
  - Oman-Ophiolith (bzw. Semail-Ophiolith) – Suprasubduktionstypus (T)[11]
- Pakistan
  - Bela-Ophiolithe – Aptium bis Maastrichtium (B) – Paläozän/Eozän (P) – Transformstörung[12]
  - Muslim-Bagh-Ophiolith Oberjura bis Oberkreide (B) – Wende Kreide/Tertiär (P) – Mischtypus (T)[13]
- Philippinen
  - Angat-Ophiolith (Ost-Luzon)
  - Palawan-Ophiolith
  - Zambales-Ophiolith (West-Luzon)[14]
- Syrien
  - Bear-Bassif-Ophiolith – Suprasubduktionstypus (T)[15]
- Türkei
  - Kizildag-Ophiolith
  - Mersin-Ophiolith – Suprasubduktionstypus (T)[16]
- Vereinigte Arabische Emirate
  - Oman-Ophiolith

## Australien und Neuseeland
- Australien

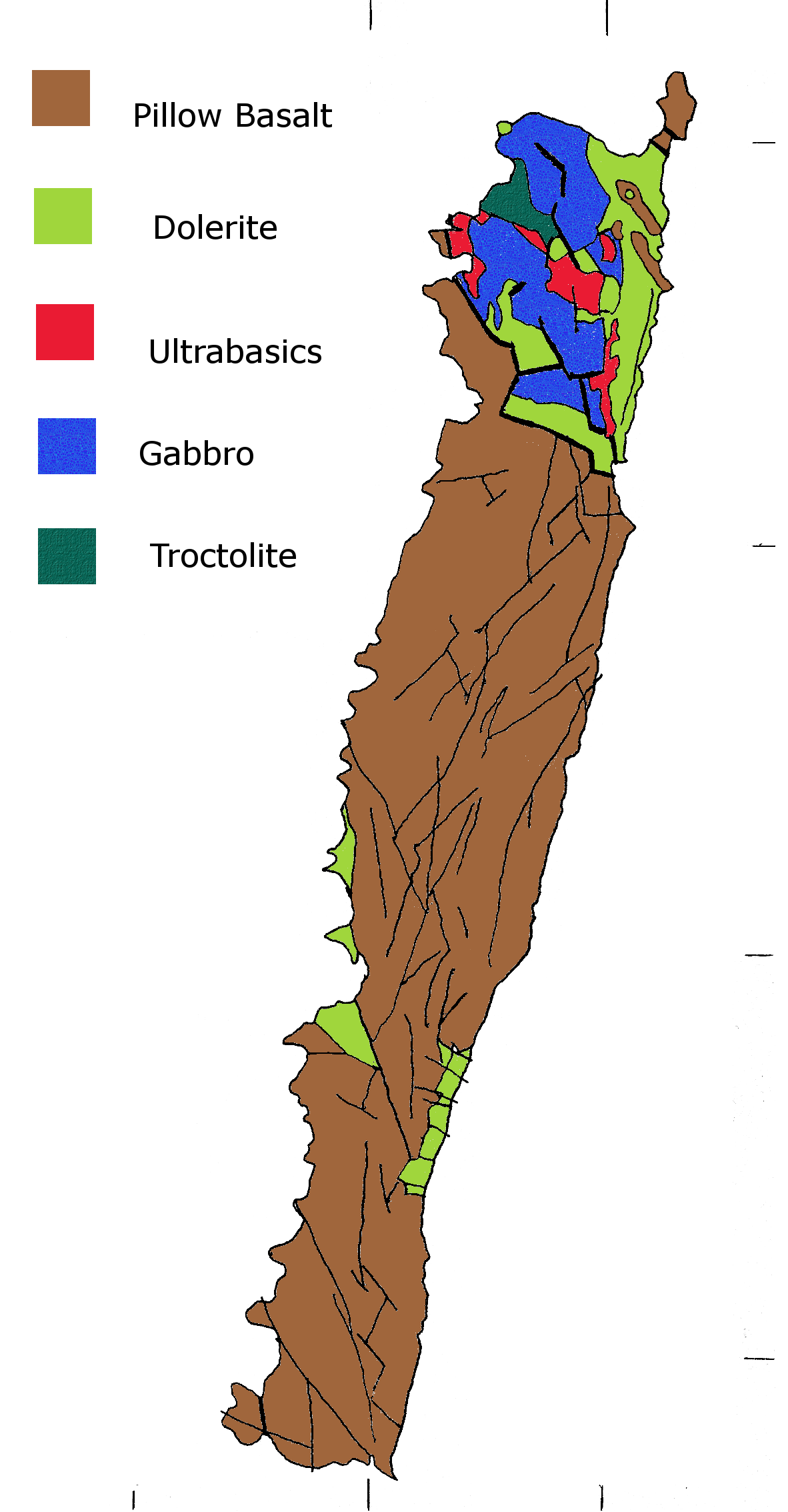
Geologische Karte von Macquarie Island

  - Macquarie Island – Transformstörung
- Neuseeland
  - Dun-Mountain-Ophiolithgürtel

## Europa
- Albanien

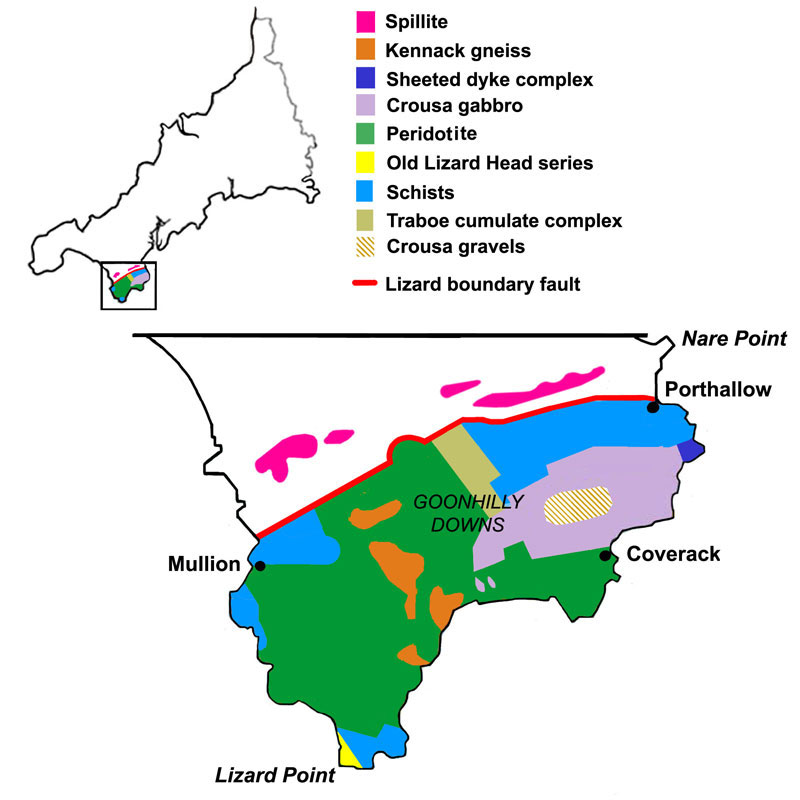
Geologische Karte des Lizard-Ophiolithkomplexes

  - Bulqiza-Ophiolith – Suprasubduktionstypus
- England
  - Lizard-Ophiolithkomplex
- Finnland
  - Jormua-Ophiolith (ältester bekannter Ophiolith) – Paläoproterozoikum[17]
- Frankreich
  - Chamrousse-Ophiolithkomplex[18]
- Griechenland
  - Orthis-Ophiolith
  - Pindos-Ophiolith
  - Vourinos-Ophiolithkomplex[19]
- Italien
  - Ligurischer Ophiolith
- Norwegen
  - Leka-Ophiolith
- Schottland
  - Ballantrae-Ophiolithkomplex
  - Shetland-Ophiolith
- Spanien
  - Ronda-Peridotite[20]
- Zypern
  - Troodos-Ophiolith – Suprasubduktionstypus (T)[21]

## Nordamerika und Zentralamerika
- Costa Rica
  - Nicoya-Ophiolith[22]
- Kanada
  - Bay-of-Islands-Ophiolith (Neufundland)
  - Purtuniq-Ophiolith (Labrador)[23]
- Mexiko
  - Vizcaino-Ophiolith
- Vereinigte Staaten
  - Coast-Range-Ophiolith, Kalifornien
  - Josephine-Ophiolith, Oregon
  - Trinity-Ophiolith (bzw. Trinity-Peridotit, Nordkalifornien)[24]

## Südamerika
- Argentinien
  - Famatina-Ophiolith
- Brasilien
  - Cerro-Mantiqueiras-Ophiolith – Neoproterozoikum[25]
- Chile
  - Rocas-Verdes-Ophiolithe
- Kolumbien
  - La-Tetilla-Ophiolithkomplex
- Peru
  - Tapo-Ophiolith